# The Party's Over

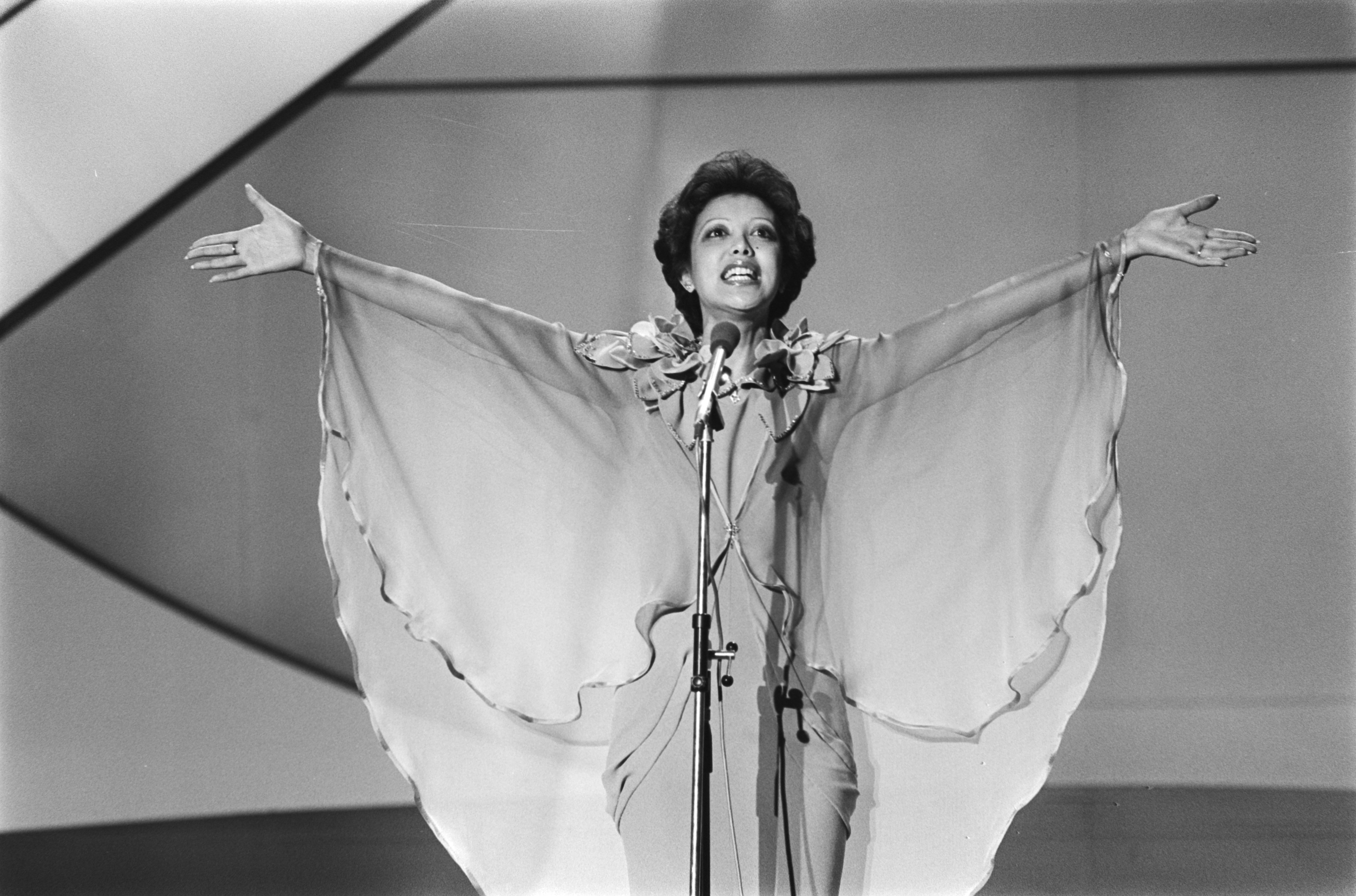
Eurovisie Songfestival 76 Den Haag Sandra (Nederland),

"The Party's Over" foi a canção neerlandesa no Festival Eurovisão da Canção 1976, interpretada em inglês por Sandra Reemer. O tema tinha letra e música de Hans van Hemert e foi orquestrada por Harry van Hoof. 
A canção é cantada na perspetiva de uma jovem mulher  numa festa que está a terminar e ela não sabe se deve ficar ou partir. Ela canta que a festa está a chegar ao fim e por isso partir é uma boa opção. Se ela ficar, contudo, ela pode pelo menos estar na mesma sala que um antigo namorado/amante que está lá presente. A conclusão da canção não deixa uma resposta inequívoca, com Reemer mostrando-se ansiosa de saber se ela está a sonhar com o seu antigo amante a pensar nela. 
A canção holandesa foi a oitava a ser interpretada na noite, a seguir à canção irlandesa "When, interpretada por Red Vincent Hurley e antes da canção norueguesa "Mata Hari (canção). interpretada por Anne Karine Strøm. Concluída a votação, recebeu um total de 56 pontos e classificou-se em nono lugar. 